# 바른성문화를위한국민연합
바른성문화를위한국민연합은 보수적 개신교 행동단체이다. 주로 동성애를 반대하는 활동에 참여하며, 국가인권위원회법 제2조 제3호에서 정의한 "평등권 침해의 차별행위"에서 '성적 지향에 따른 차별'을 삭제해야 한다고 주장한다.

## 개요
바른성문화를위한국민연합은 '바른 성문화를 세우고 거룩한 사회를 만들기 위해 일부일처제, 동성애·근친상간·간통 등의 왜곡된 성행위를 반대하며, 혼전순결을 지지하고 낙태·음란물의 제작과 배포를 반대한다.'고 주장한다. 그러나 성소수자 인권단체에서는 동성애 혐오 단체로 인식하고 있다.

## 같이 보기
- 이요나
- 동성애와 기독교
- 트랜스젠더와 기독교
- 참교육어머니전국모임
- 건강한사회를국민연대
- 차별없는세상위한기독인연대